# Геофизическая пещера

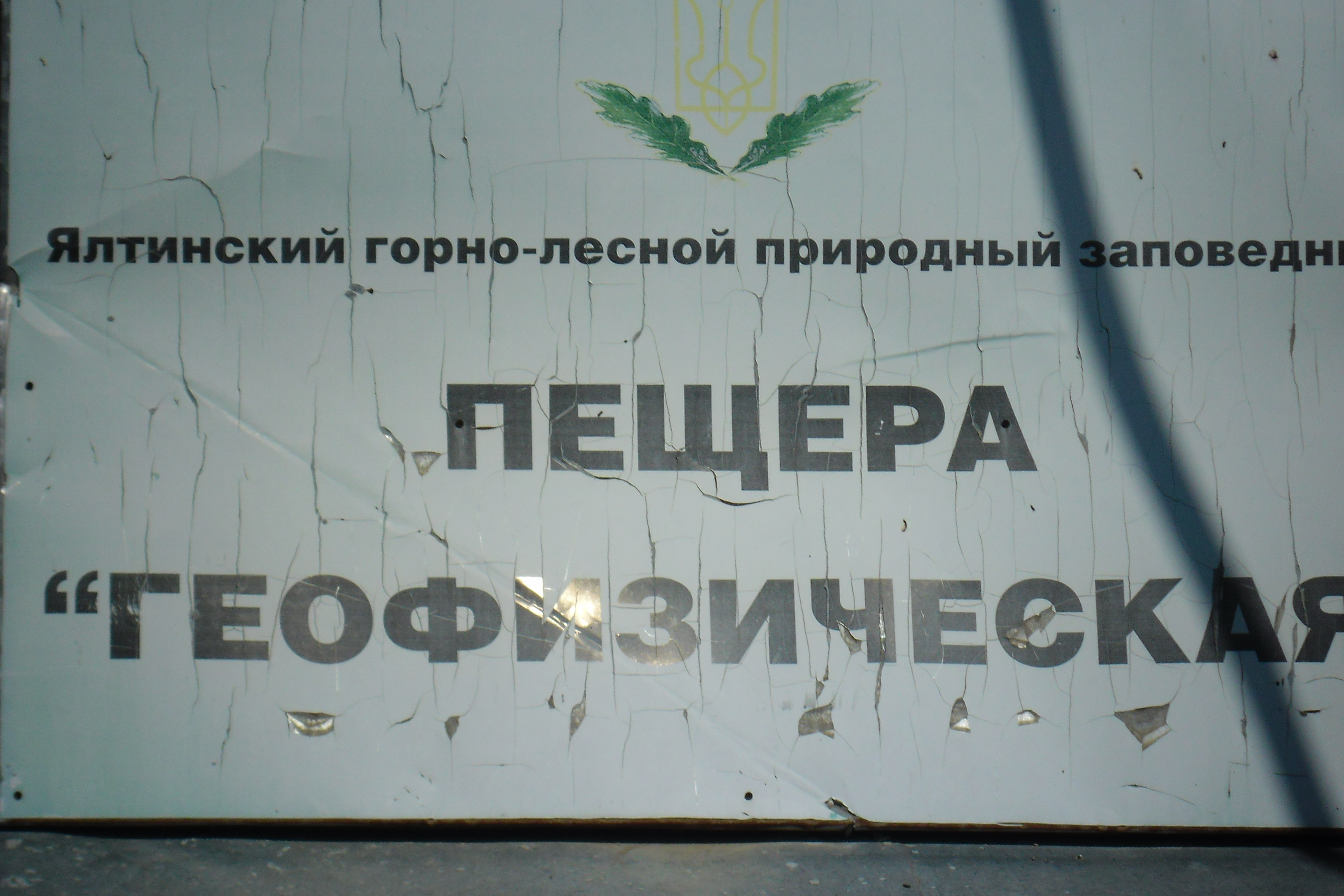
Табличка с названием у входа в пещеру

Геофизическая пещера (укр. Геофізична печера) — карстовая пещера на Ай-Петри, в Крыму. 

## Описание
Вертикального типа, Категория трудности — 2А. Протяжённость — 80 м, глубина — 225 метра.
Редкий природно-карстовый объект с красивыми сложными колодцами и впечатляющей красоты подземными залами. Этой пещеры с древних времён избегали местные жители, поскольку считали её пристанищем духов и таинственной «провальной ямой, в которую стекаются реки».
В пещеру ведёт 28-метровая вертикальная шахта-колодец, в нижней части которой открывается 100-метровая горизонтальная галерея, богато украшенная сталактитами, сталагмитами и колоннами — сталагнатами. Когда-то пещера была руслом подземного ручья.
Впервые попасть в Геофизическую пещеру спелеологам удалось лишь в 1971 году. Сегодня эта пещера оборудована для посещения — в вертикальной шахте установлена винтовая лестница, которая ведёт ко входу в горизонтальную галерею, и проведено электрическое освещение.